# Йон Тихий: Космопілот
«Йон Тихий: Космопілот» (нім. Ijon Tichy: Raumpilot) — фантастичний сатиричний серіал за мотивами творів Станіслава Лема про космічного мандрівника І. С. Тихого. Сцени явно не претендують на наукову достовірність, наприклад, інтер'єр корабля практично не відрізняється від інтер'єру житлової квартири, а зовні корабель виглядає як френч-прес із ракетним двигуном.
Перша серія вийшла 26 березня 2007 року на німецькому телеканалі ZDF. Кожна серія першого сезону триває 15 хвилин, другого — 24 хвилини. У серіалі активно використовується комп'ютерна графіка.

## У ролях
- Йон Тихий — Олівер Ян
- Галюцинела — Нора Чирнер

## Головні герої
- Йона Тихий — космічний пілот, дипломат, першовідкривач - одним словом, герой космосу.
- Галюцинела — голограма, створена Йоном Тихим для допомоги.
- Мел — невелика волохата істота, розшукує свою планету. Приєднується до компанії у другому сезоні.

## Опис
В кінці кожної серії Йон Тихий каже:
|                                   | Потім говорили, що я цю історію вигадав, а злостивці дозволяли собі інсинуації, ніби я маю слабкість до алкоголю і, ретельно приховуючи це на Землі, віддаюся своєму пороку протягом довгих років космічних подорожей. Одному Богу відомо, які ще плітки поширювали, але такі вже люди: вони охочіше вірять всякій нісенітниці, ніж справжнім фактам. |
| — (так завершується 7-ма подорож) | |

### Серії першого сезону
1. Kosmische Kollegen (Космічні колеги або Космічний товариш) - серія знята за мотивами 11-ї подорожі (нерозуміння і конфлікти між головним героєм і роботом-пилососом, який нагадує зовні R2D2, а характером робота Бендера) та з мотивами 14-го (епізод з полюванням на гігантського звіра під назвою кулуп, в оригіналі курдля) епізоду.
2. Planet der Reserven (Планета резервів) — серія знята за мотивами 12-ї подорожі (епізоди зі старінням й омолодженням), 14-го (епізоди з пневмоархітектурою й дублями) і 23-го (розкладання живих істот на атоми й відновлення їх). Й. Тихий збирається в іншу галактику, дорога куди займає 30 років. Провівши ці 30 років в гібернаційному ліжку, він прокидається глибоким старцем — ліжко несправне. У пошуках запчастин для ліжка Тихий знаходить несподівані пригоди на «планеті резервів»
3. Relativistische Effekte (Релятивістський ефект) - серія знята за мотивами 7-ї подорожі (зіткнення головного героя з самим собою).
4. Der futurologische Kongress (Футурологічний конгрес) - серія знята за мотивами 8-ї подорожі й до повісті «Футурологічний конгрес» практично не має ніякого відношення. На відміну від розповіді, представники різних цивілізацій зібралися не на засідання ООП (Організації об'єднаних планет), а на конгрес футурологів. Також в серії присутні мотиви з оповідання «Врятуємо космос!» (Засмічені планети).
5. Sabotage (Саботаж) — авторська історія про участь Й. Тихого в робототехнічному конкурсі, в якій присутні мотиви з оповідання «Клініка доктора Вліпердіуса» (конкурсні роботи нагадують роботів-пацієнтів), 11-ї подорожі і «пральної трагедії» (роботів приймають за людей і навпаки).
6. Die innere Stimme (Внутрішній голос) — авторська історія, придумана авторами серіалу, з використанням персонажів С. Лема.

### Серії другого сезону
7. Held von Kosmos (Герой космосу) вперше показана 4 листопада 2011 року Й. Тихий хоче приготувати омлет. Для цього він відправляється на омлетну планету. Помилково він прилітає в інше місце, а спроба приготувати тухле яйце призводить до появи чорної діри. Спільно з проф. Тарантогою герої знаходять вихід із ситуації. До Йона й Галюцінелли приєднується Мел — колишній помічник Тарантога, який намагається знайти свою рідну планету. Серія знята за мотивами 18-ї подорожі (створення «супу» для збереження Всесвіту) і розповіді «Професор А. Донда».
8. Shøpping вперше показана 4 листопаді 2011 року. Мел пропонує відвідати Меблеву планету, припускаючи, що вона є для нього рідною. Герої встигають і посваритися, і помиритися, і розкрити змову меблів проти Всесвіту. Присутні мотиви 21-ї й 11-ї подорожей.
9. Schön schaumig (Пишна піна) вперше показана 11 листопада 2011 року.
10. Biste fix Zeitblasen (Рідинний часозакріплювач) вперше показана 11 листопаді 2011 року. Участь Йона Тихого в презентації нового винаходу професора Тарантога — рідинного часозакріплювача — створює тимчасовий парадокс, виправити який вдається тільки за допомогою Галюцинелли. За мотивами 20-ї (зустріч із двійником в петлі часу) та 25-ї (винаходи Тарантога) подорожей.
11. Sepulken verboten (Спулення заборонено) вперше показана 18 листопаді 2011 року. Й. Тихий, відправившись до вбиральні, зауважує, що вода в ракеті закінчилася. Він намагається набрати води на планеті Акваріус. Тут і починаються його пригоди на залитій водою планеті, на якій живуть послідовники деструктивного культу на чолі з Великим Правителем Елроном. Тихий скидає диктатора і передає владу одному з жителів, але це мало змінює стан справ на планеті — всі жителі звикли підкорятися. Серія знята за мотивами 13-ї подорожі (залита водою планета), але в ній присутні й мотиви 11-ї.
12. Das Erinnerungsstück (Спогади) вперше показана 18 листопаді 2011 року. Авторська історія. Й. Тихий намагається згадати, коли у нього день народження. Далі починається копання в самому собі за допомогою потайного ліфта в шафі. Потім з'ясовується, що це не те сон, не те вплив якоїсь хмари.
13. Schein und Sein I (Зовнішній вигляд і реальність) вперше показана 25 листопаді 2011 року. Продовження історії з чорною дірою. Й. Тихий прилітає до омлетну планету, яку ненавмисно розколює. З планети-яйця з'являється нова чорна діра. До того ж Галюцинелла, бажаючи провчити самовпевненого Тихого, поміщає одну телепортаціонних кабіну в іншу, що теж ускладнює непросту ситуацію. Пригоди з телепортаціонними кабінами зняті за мотивами «Подорожі професора Тарантога».
14. Schein und Sein II (Зовнішній вигляд і реальність) вперше показана 25 листопаді 2011 року. Заключна серія. З'ясовується, що Мел був собакою проф. Тарантога, а перетворився на «бездомного гуманоїда» через нещасний випадок із телепортаційною установкою — телепортувався пес і права рука Тарантога, а на виході вийшла нова істота — німецький варіант Шарикова. Тихий потрапляє в чорну діру, сперечається з автором сценарію (як в останній серії 1-го сезону), але його рятують Галюцинелла, Мел, Спамі й Тарантога.

## Пам'ять
На честь Галюцинелли названий астероїд (343444) Halluzinelle (2010 EW20), відкритий німецькими астрономами в 2010 році.